# Szatmári uradalom
A szatmári várnak is – az ország többi váraihoz hasonlóan – nagy uradalma volt. Az országban az akkori szokások szerint terménygazdálkodás folyt, a várak a fenntartásukhoz szükséges – mezőgazdasági és ipari termelésből származó – javakat a várhoz tartozó várbirtokokon termeltették meg a várbirtok földjeire fogadott jobbágyokkal, kikkel külön-külön településenként szerződést kötöttek (urbárium), megállapodva, hogy mivel tartoznak  terményben, pénzben, kézi és igavonó napszámban.

## Története
A szatmári uradalom központja maga a szatmári vár volt, melyhez négy nagy uradalmi központ tartozott 1592-ben, de a szatmári várnak már korábbról is maradtak fenn számadásai (MLt. 1337, OLt. Urbaria et conscriptiones, Gróf Károlyi cs. oklevéltára III.).
Az 1570 tájáról fennmaradt számadások szerint akkor 3 uradalma volt a szatmári várnak:
Szilágycseh 43 községgel, Erdőd 49 településsel, ezenkívül Bihar vármegyében 34 falu, s valamennyi külön úrbéri viszonyban volt az uradalommal.
A szatmári vár uradalmai 1592-ben:
- Erdődi uradalom; a hozzá tartozó 37 településsel: Kis-Erdőd, Soós, Közép-Homoród, Mogyorós, Szinfalva, Iváncskófalva (vagy más néven Ujdomb), Remetehomoród, Résztelek, Felső-Homoród, Szoldobágy, Kis-Nánd, Nagy-Szokond, Mikola, Felső-Bodolád, Lophágy, Gyűrűs, Medes, Kis- (vagy Felső-Szokond), Szakasz, Alsó-Bodolád, Apáczafalva, Sándorfalva, Béltek, Dobra, Felső-Szopor, Alsó-Szopor, Nántű, Rákos, Oláh-Terebes, Ilosva, Esztró, Gyöngy, Géres, Darócz, Piskáros, Hirip.
- Erdőszádai uradalom a XVI. század közepe táján alakult ki, mikor Erdőszáda a Báthoriak és a magyar királyság kezébe került, s itt alakították ki az uradalom központját, és azt a Szatmári vár-hoz csatolták. A hozzá tartozó 13 település: Magyarerdőszáda, Oláherdőszáda, Remetemező, Balotafalva, Barlafalva, Papbikó, Válaszút, Szilistye, Szakállasbikó, Aranyos, Tomány Farkasaszó, Oláhtótfalu volt.
- Bányai uradalom (Nagybánya): 18 településsel: Dobravicza, Magyarkékes, Pusztatelek, Györkefalva, Bajkafalva, Hidegkút, Oláhkékes, Tőkés, Sándorfalva, Feketefalu, Laczfalu, Oroszfalu, Alsó-Fernezely, Sürgyefalu, Zazár, Bozonta, Misztótfalu, Újváros.
- Avassági uradalom; A XVI. században ez is a Báthoryaké volt, és Szinér várához tartozott. Ehhez az uradalomhoz 27 település tartozott: Túrvékonya, Felsőfalu, Mogyorós, Bujaháza, Lekencze, Komorzán, Rákos, Terep, Bikszád, Kányaháza, Tarnócz településeken egy-két telek, ezenkívül: Szinérváralja, Szamostelek, Pasrlag, Batiz, Udvari, Pete, Csegöld, Porcsalma, Ököritó, Csenger-Jánosi, Czikófalva, Nagy-Bánya, Felső-Bánya, Szatmár, Hóstáncz, Németi.

A szatmári béke előtt, az 1693-as összeíráskor viszont már csak 80, részben, vagy egészben a szatmári várhoz tartozó települést írtak össze:
Nagyerdőd, Kiserdőd, Madarász, Sós, Nántű, Rákos, Terebes, Gyűrűs, Nagyszokond, Kisszokond, Medgyes, Szoldobágy, Lophágy, Felső-Boldád, Alsó-Boldád, Mogyorós, Színfalva, Barlafalva, Szakállasbikó, Papbikó, Válaszút, Oláhújfalu, Oláhtótfalu, Szelistye, Miszoka, Nánd, Kányaháza, Csenger, Ujfalu, Jánosi, Angyalos, Nyírmeggyes, Pályi, Parasznya, Sándor, Nagykocsord, Tunyog, Csaholy, Gebe, Mátészalka, Sályi, Győrtelek,
Sonkád, Botpalád, Kispalád, Nagy-Palád, Ombod, Darócz, Amacz, Lázári, Pálfalva, Iloba, Sebespatak, Halmi, Tasnádváralja, Bábonya, Terez, Kökénmyeid, Fancsika, Verbőcz, Kóród, Csécse, Milota, Fülesd, Nagyszekeres, at, Kisnamény, Majtis, Remete, Szent-Márton, Ujváros, Sárköz, Udvari, Szamostelek, Ujfalu, Kiskolcs, Felsőfalu, Komorzán, Túrvékonya és Kányaháza.